# Studebaker Commander

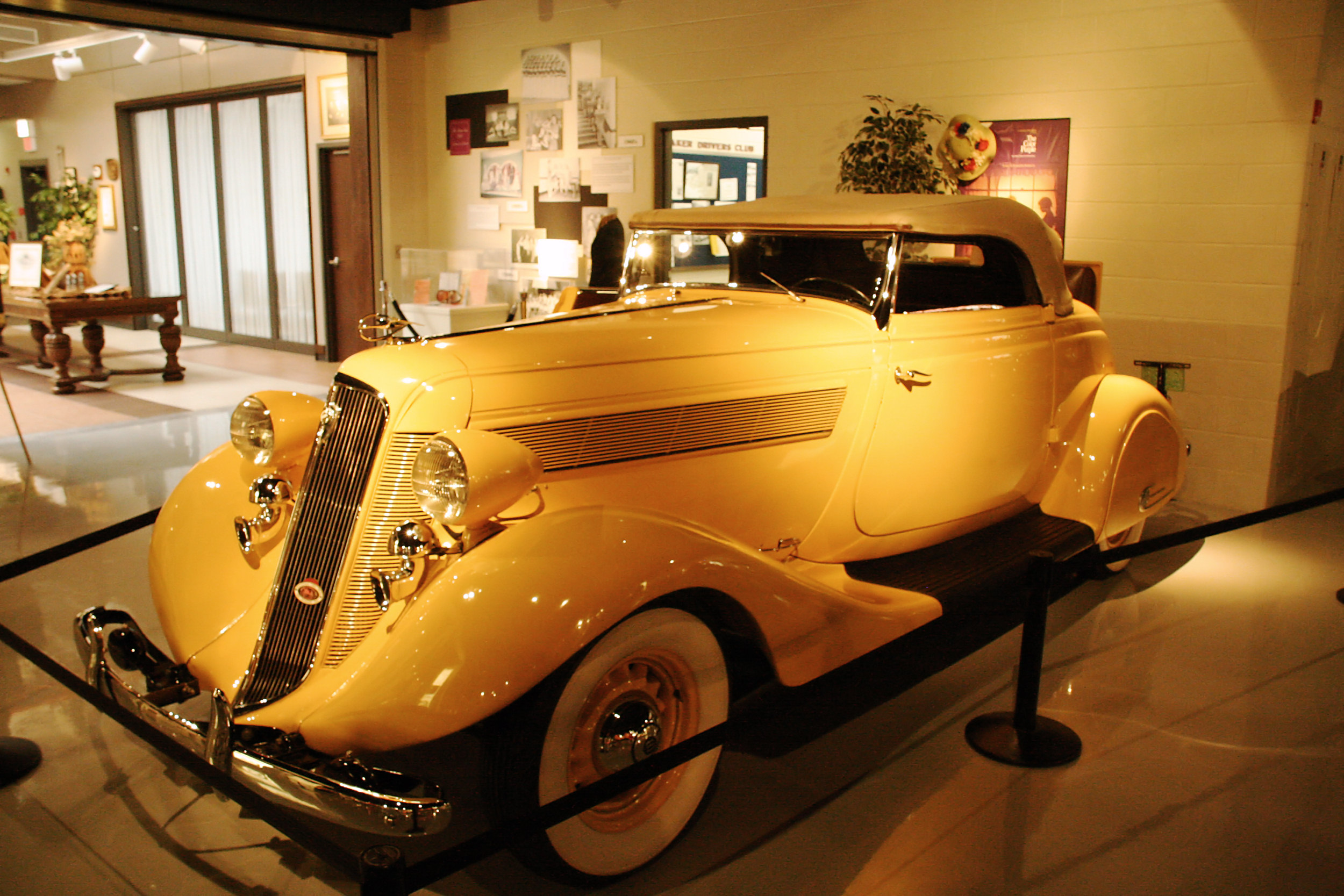
Studebaker Commander Roadster (1935)

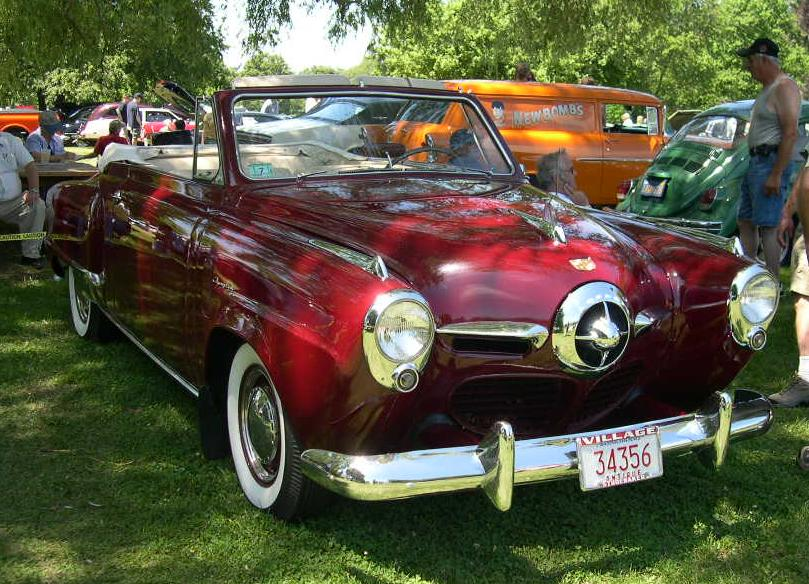
Studebaker Commander (1950)

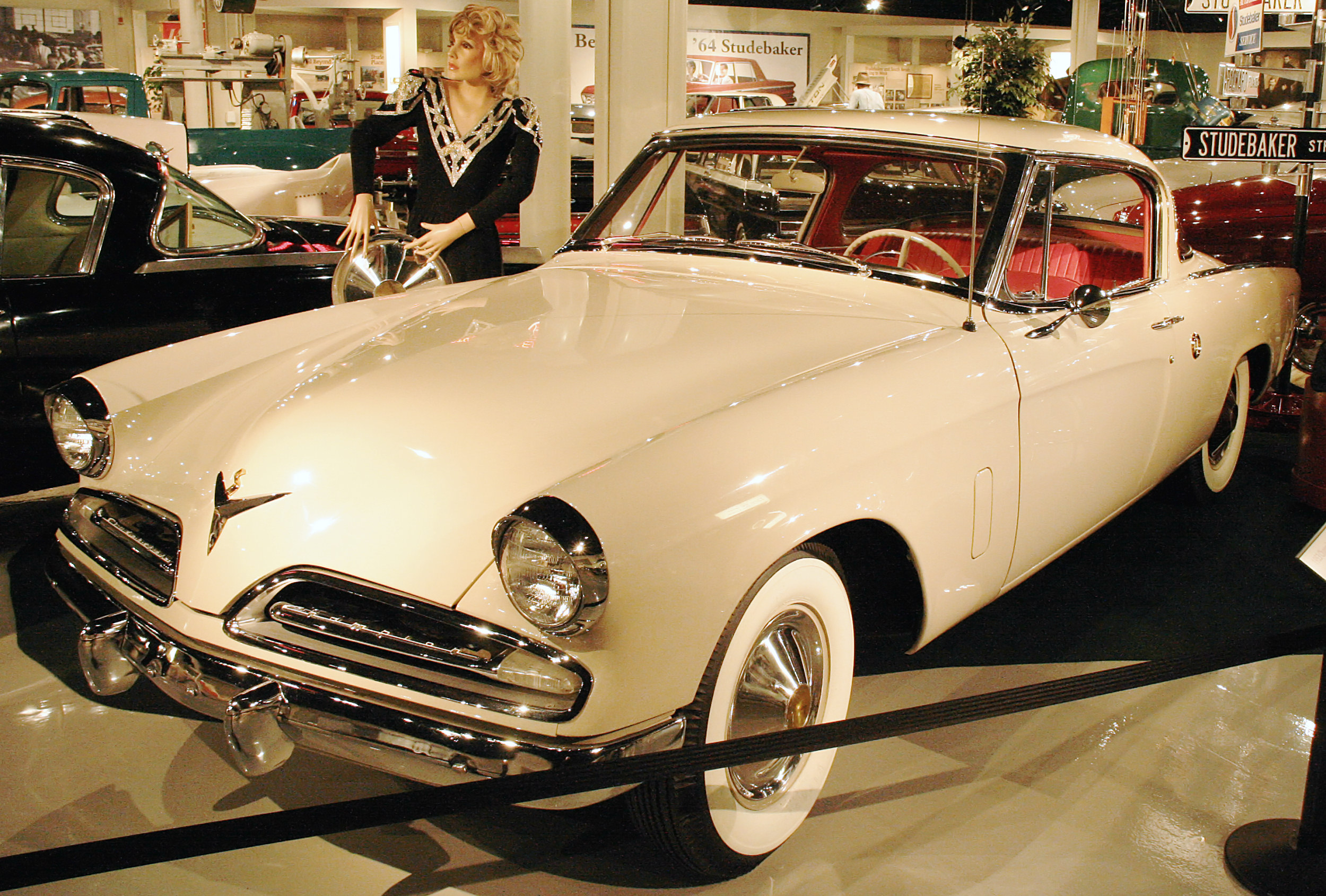
Studebaker Commander Starliner (1953)

Der Studebaker Commander war ein Pkw, den die Studebaker Corporation in South Bend (Indiana) und die Studebaker of Canada Ltd. in Hamilton (Ontario) herstellten. Studebaker verwendete diesen Namen ab den 1920er Jahren und setzte dies – mit Unterbrechungen 1936 und zwischen 1959 und 1963 – bis 1966 fort. Die entsprechenden Modelle standen an verschiedenen Stellen der Studebaker-Modellpalette und wechselten ihre Rolle manchmal von einem Jahr auf das nächste.

## Modellreihen

### 1927–1935
1927 bekam die mittlere Baureihe den Namen Commander. Diese Modelle waren vordem als Big-Six-Modelle mit kurzem Radstand bekannt (In den späten 1920er Jahren hießen die Big-Six-Modelle mit langem Radstand President und die Standard-Six-Modelle wurden in Dictator umbenannt). Ende 1935 fiel der Commander aus der Studebaker-Produktlinie.

### 1937–1958
1937 wurde der Commander wieder als Nachfolger des Studebaker Dictator, des billigsten Modells, aufgenommen. 1939 führte Studebaker den Champion als kleinstes Modell ein, und so landete der Commander wieder in der oberen Mittelklasse.
Nach dem Zweiten Weltkrieg fielen die President-Modelle weg und der Commander rutschte in der Palette wieder nach oben. Es gab auch ein Modell mit verlängertem Radstand, den Land Cruiser.
1955 führte Studebaker wieder die Bezeichnung President für die teuerste Modellreihe ein und der Commander rutschte zurück in die obere Mittelklasse. Die Commander-Baureihe wurde mit der Custom-Unterserie auch nach unten erweitert (der Commander Custom war im Endeffekt ein Champion mit V8-Motor). Ende 1958 fiel der Commander wieder aus dem Produktangebot.

### 1964–1966
Nach den Werksferien 1963 erstand der Name Commander wieder auf und bezeichnete bei den 1964er Modellen die zweitbilligste Version des Lark, wobei Challenger die Bezeichnung für das billigste Modell war. Die Studebaker Commander von 1964 erkennt man leicht an ihren einzelnen Hauptscheinwerfern. 1965 bekam der Commander – wie seine Schwestermodelle Daytona und Cruiser – Doppelscheinwerfer.

## Rezeption
Die Modelle des Studebaker Commander mit der „Kugelnase“ inspirierten die Konstrukteure des Rover P4. Daneben wurde der Commander in verschiedenen Werken medial verarbeitet:
- Ein Studebaker Commander mit Sonderlackierung wurde in dem Film Muppet Movie verwendet. Ein Exemplar ist heute im Studebaker National Museum in South Bend (Indiana) zu finden.
- Ein besonders umgebauter, schaufelnasiger Studebaker gehörte Mike Grells Söldner Jon Sable in dem Film John Sable, Freelance.
- Ein besonders aufgemachter Studebaker Commander wurde in dem Film Die Maske für die Rolle von Jim Carrey benutzt.
- Das Lied Commander von Herbert Grönemeyer ist diesem Autotyp gewidmet.
- In dem Videospiel L.A. Noire kann der Spieler einen Studebaker Commander fahren.
- In der Folge 9 / Staffel 27 der Simpsons fährt Grampa Simpson einen 1954er Starliner Commander, den er neu kaufte aber in der Garage vergaß.